# گل جادو
گل جادو (نام علمی: Cantua buxifolia) یا کانتوتا (Kantuta) نام یکی از گونه‌های تیرهٔ گل‌آتشیان است.
گل جادو گل ملی کشور پرو و یکی از دو گل ملی بولیوی یکی از کشورهای آمریکای جنوبی است.